# Bjärnå kyrka
Bjärnå kyrka är en medeltida kyrka som ligger i Bjärnå kyrkby och tillhör Bjärnå församling. Kyrkan byggdes troligen 1462–1480.
Kyrkan är helgad åt S:t Lars, precis som många andra kyrkor i Finland. År 1441 hade man beslutit att bygga ett Birgittinkloster i Bjärnå,  men det placerades tillfälligt i Karinkylä i Masko och slutligen i Nådendal.
Inga större ändringar har gjorts av kyrkan om man undantar stödpelaren från 1700-talet i sydöst och de förstorade fönsteröppningarna från 1800-talet. Tegelgotiken på västgaveln påminner uppenbart om de östnyländska kyrkorna. Västgaveln är däremot likadan som Bjärnåmästarens övriga kyrkor.

## Område av riksintresse
År 2009 klassade Museiverket Bjärnå kyrka, prästgårdar och klockstapel samt sockenmagasin som ett kulturområde av riksintresse.

## Bilder

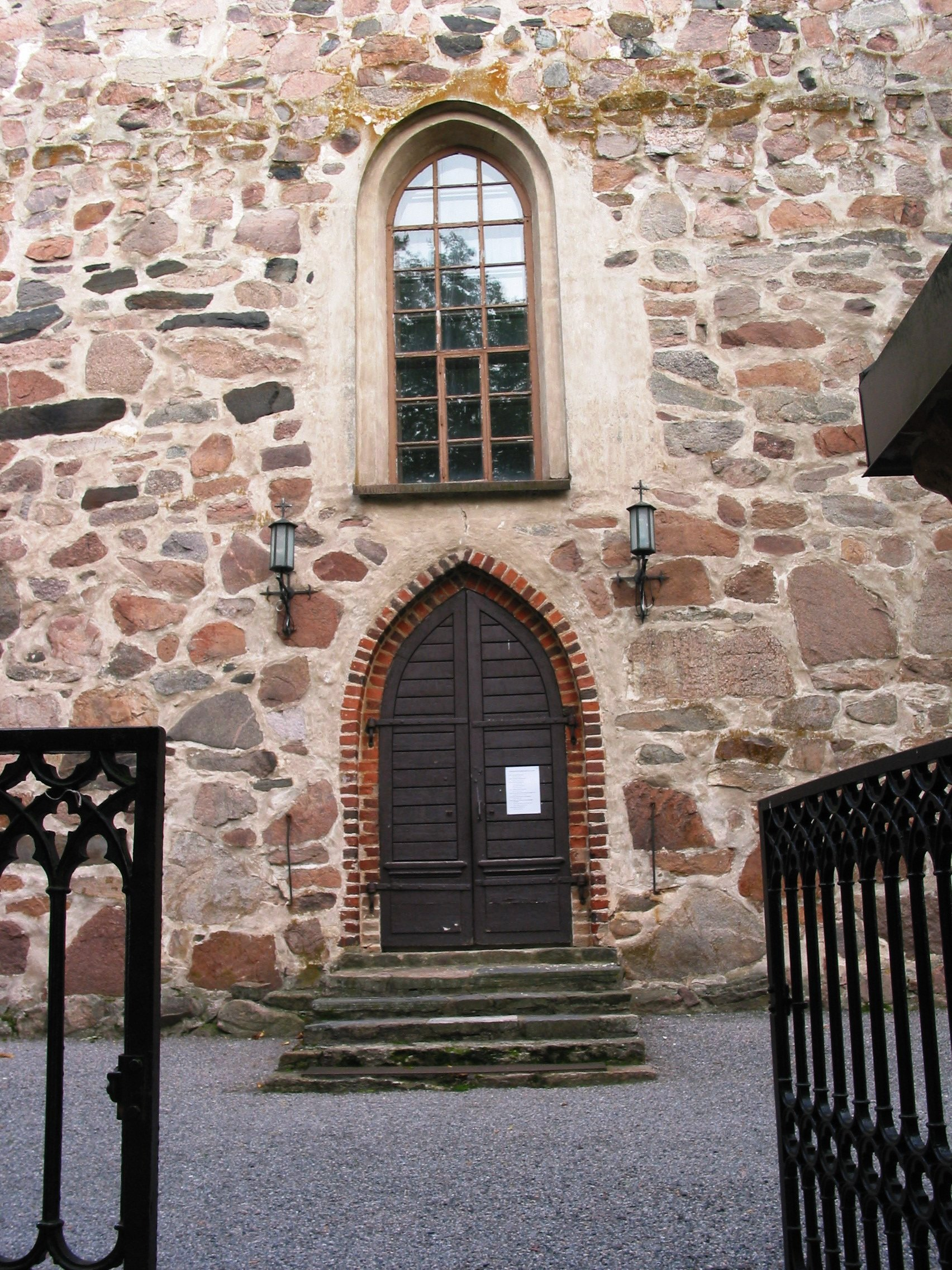
Västra gaveln av Bjärnå kyrka.
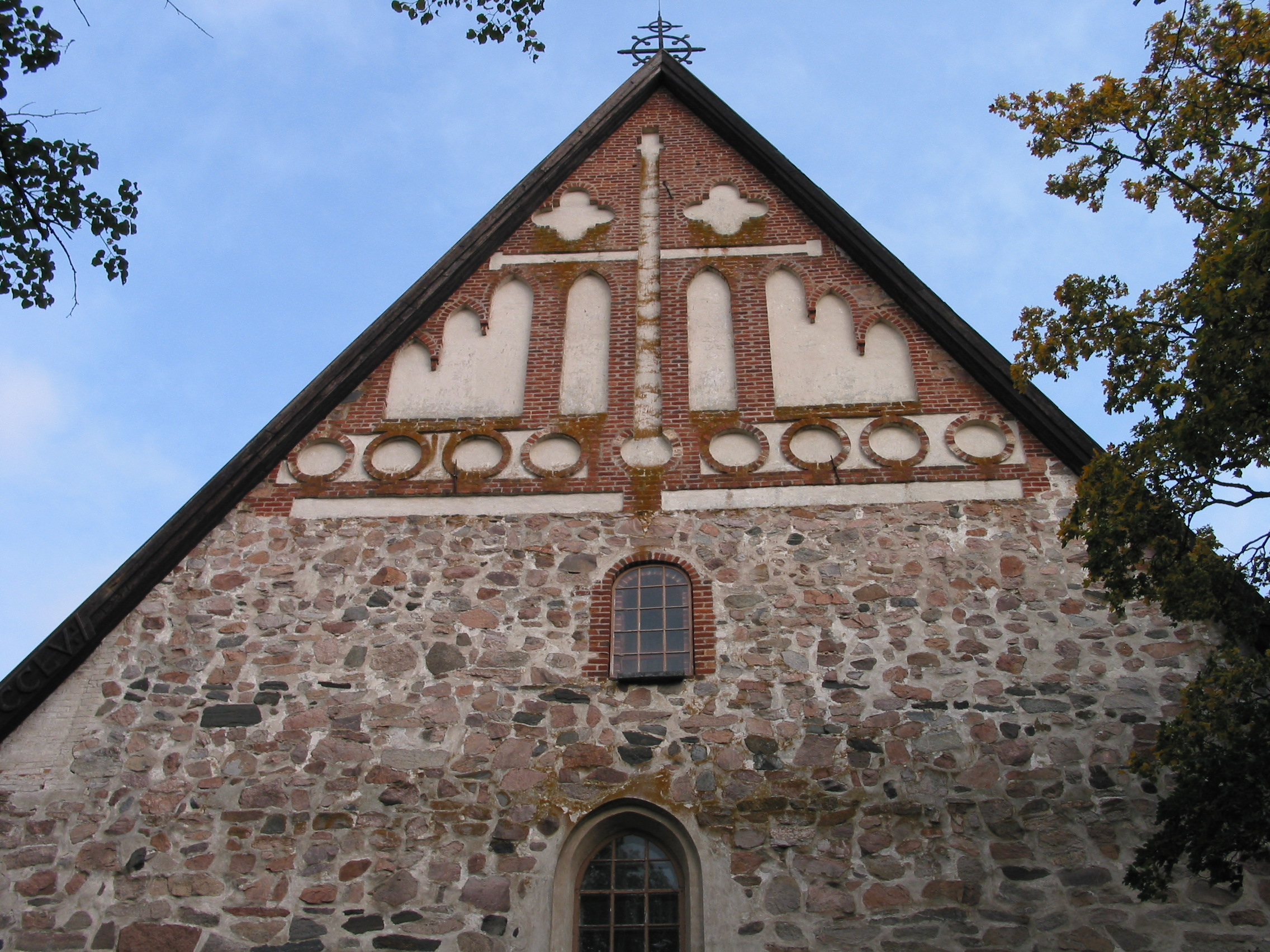
Västra gavelns tegelgotik påminner om de östnyländska kyrkorna.
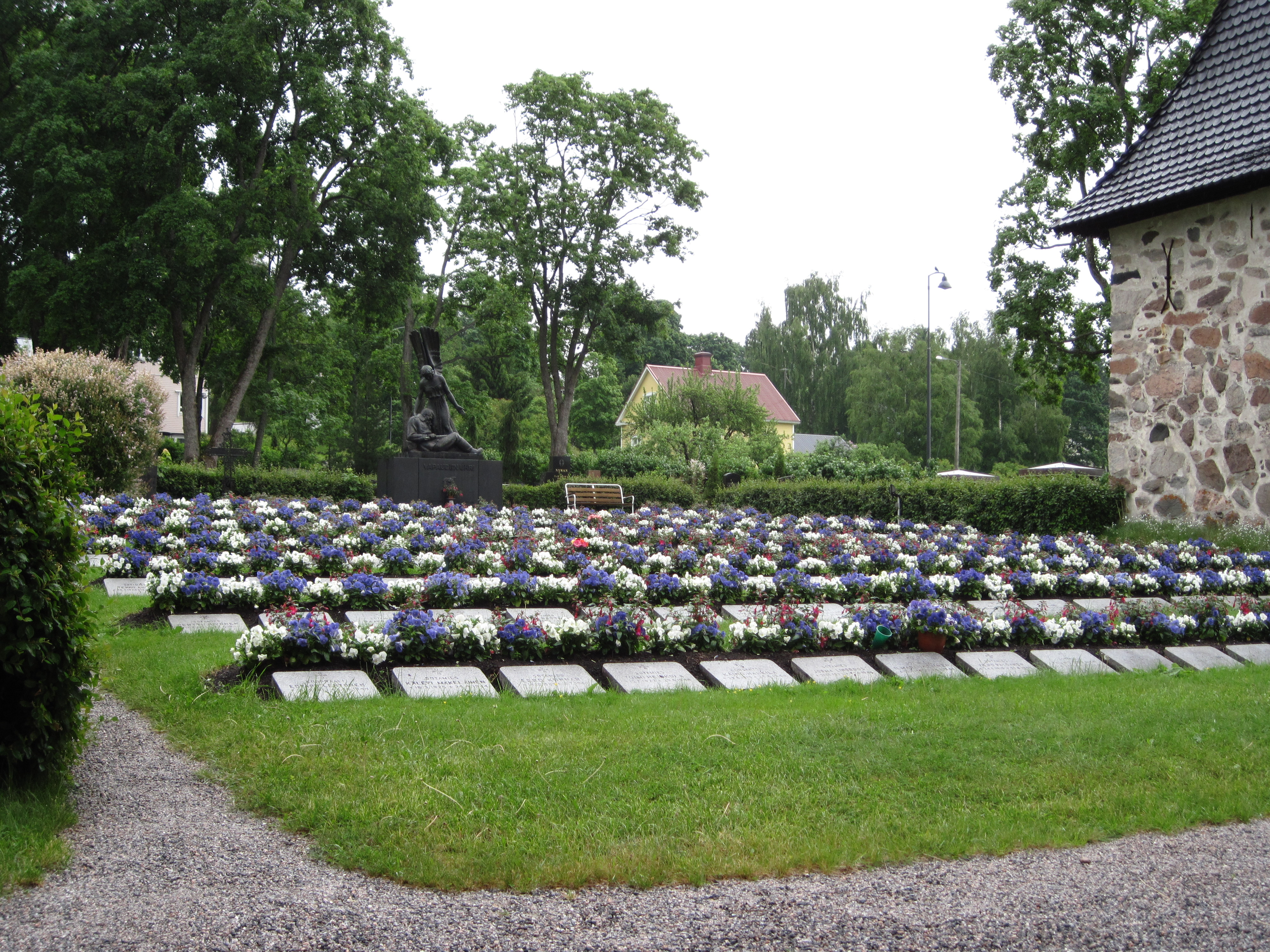
Hjältegravarna vid Bjärnå kyrka. 1939–1940, 1941–1944 Frihetens pris.